# نور مالاتیا
نور مالاتیا (به ارمنی: Նոր Մալաթիա) یک منطقه مسکونی در ارمنستان است که در ایروان واقع شده‌است.